# إي. ولسي بيك
إي. ولسي بيك (بالإنجليزية: E. Woolsey Peck)‏ هو محامي وقاضي أمريكي، ولد في 1799، وتوفي في 1888.